# Melanaspis jaboticabae
Melanaspis jaboticabae är en insektsart som först beskrevs av Hempel 1918.  Melanaspis jaboticabae ingår i släktet Melanaspis och familjen pansarsköldlöss. Inga underarter finns listade i Catalogue of Life.